# ريتشارد بويد باريت
ريتشارد بويد باريت (بالإنجليزية: Richard Boyd Barrett)‏ هو ناشط سلام وسياسي أيرلندي، ولد في 6 فبراير 1967 في دبلن في جمهورية أيرلندا. حزبياً، نشط في الناس قبل الأرباح ‏. في 2016 Irish general election ‏، انتخب نائب دييل عن دائرة Dún Laoghaire (Dáil constituency) ‏ وقد انضم خلال فترته النيابية ‏ (10 مارس 2016 – ) للكتلة البرلمانية People Before Profit–Solidarity ‏ وفي الانتخابات العمومية الأيرلندية 2011 ‏، انتخب نائب دييل عن دائرة Dún Laoghaire (Dáil constituency) ‏ وقد انضم خلال فترته النيابية ‏ (9 مارس 2011 – 3 فبراير 2016) للكتلة البرلمانية الناس قبل الأرباح ‏.

## وصلات خارجية
- الموقع الرسمي